# Idiostatus hermannii
Idiostatus hermannii är en insektsart som först beskrevs av Thomas, C. 1875.  Idiostatus hermannii ingår i släktet Idiostatus och familjen vårtbitare. Inga underarter finns listade i Catalogue of Life.